# Santa Bàrbara
|  | Aquest article tracta sobre el poble del Montsià. Vegeu-ne altres significats a «Santa Bàrbara (desambiguació)». |

Santa Bàrbara (antigament anomenat les Planes de la Galera i posteriorment les Planes de Santa Bàrbara) és una vila i municipi de la comarca del Montsià (Catalunya). Situat en terreny pla, a la dreta del riu Ebre, les seves terres són conegudes com a la Plana. El cultiu majoritari són les oliveres, en el poble existeixen dues cooperatives que s'encarreguen d'elaborar i distribuir l'oli que produeixen. La seva indústria més important és la fabricació de mobles.
Els seus primers habitants són a partir de la Guerra de Successió de 1714, a l'entorn de l'ermita de santa Bàrbara. En 1828 es va independitzar del municipi de la Galera, per reial decret de Ferran VII.

## Geografia
- Llista de topònims de Santa Bàrbara (Orografia: muntanyes, serres, collades, indrets..; hidrografia: rius, fonts...; edificis: cases, masies, esglésies, etc).

Santa Bàrbara (també anomenada la plana de Santa Bàrbara) se situa al bell mig de la plana del Montsià i envoltada d'espais d'interès natural, els Ports i el Delta de l'Ebre, així com les serres interiors del Montsià i Godall.
L'entorn de Santa Bàrbara és la mostra d'un paisatge viu, del pas de la història i del treball dels avantpassats en transformar el territori. Abunden els grans camps d'oliveres, llegat dels primers pobladors, les varietats de cítrics, les masies i casetes de camp, diferents camins i barraques de caça tradicional. Al terme municipal destaquen masos (masades) de grans dimensions, com el molí de Vallès, la masada de Gironet, la masada de Pepet o de
Camps, la de l'Alto, la de Bretó o el mas de Martí.

## Història
Tot i el testimoni de vestigis prehistòrics, la formació de Santa Bàrbara va lligada a la colonització de la plana i a la construcció de grans masades al terme de Tortosa, que un cop passades les primeres dècades del segle xviii van fer famílies provinents, principalment, d'aquesta ciutat.
Aquests primers habitants van transformar els terrenys erms de les Planes de la Galera en camps d'oliveres, territori que va començar a ser conegut com les Planes de Santa Bàrbara (d'aquí el gentilici de planers) després de construir una capella dedicada, i que va provocar un augment constant dels seus habitants a finals del segle xviii.
El 9 de maig de 1828, dia de Sant Gregori i després de molts anys de lluita per aconseguir-ho, el rei Ferran VII va sancionar el reial privilegi que permetia a Santa Bàrbara ser municipi independent a tots els efectes. A mitjan segle xix, la situació aïllada d'aquests masos i la intensitat de les guerres carlines en aquestes terres, van donar lloc a uns trets constructius característics.

## Economia
El conreu de l'olivera i la producció d'oli han estat la base de l'economia al llarg de la història. El municipi va créixer al voltant de la seva producció i fou la garantia de desenvolupament durant molts anys. L'oli d'oliva es produeix a les dues cooperatives del municipi, en les seves diferents varietats, amb denominació d'origen i d'una qualitat contrastada.
La seva elaboració combina les noves tècniques de producció amb les formes tradicionals d'extracció. L'any 1996 s'inaugurà la primera Fira de l'Oli Novell, dels Cítrics i del Comerç de Santa Bàrbara, coneguda com "La Fira de l'Oli". Des d'aleshores, cada any, el penúltim cap de setmana de novembre, Santa Bàrbara obre les portes de la seva fira a tots els visitants com a aparador dels seus productes, serveis i comerços, tenint com a eix vertebrador l'oli. Així mateix, la fira esdevé també el principal aparador del comerç local i regional, convertint-se en un dels principals esdeveniments que se celebren anualment a Santa Bàrbara.

## Demografia
| 1497 f | 1515 f | 1553 f | 1717 | 1787 | 1857  | 1877  | 1887  | 1900  | 1910  |
| ------ | ------ | ------ | ---- | ---- | ----- | ----- | ----- | ----- | ----- |
| -      | -      | -      | -    | -    | 2.294 | 2.802 | 2.806 | 3.384 | 3.809 |

| 1920  | 1930  | 1940  | 1950  | 1960  | 1970  | 1981  | 1990  | 1992  | 1994  |
| ----- | ----- | ----- | ----- | ----- | ----- | ----- | ----- | ----- | ----- |
| 3.772 | 4.056 | 4.028 | 4.066 | 3.872 | 3.410 | 3.263 | 3.359 | 3.361 | 3.361 |

| 1996  | 1998  | 2000  | 2002  | 2004  | 2006  | 2008  | 2010  | 2012  | 2014  |
| ----- | ----- | ----- | ----- | ----- | ----- | ----- | ----- | ----- | ----- |
| 3.283 | 3.226 | 3.257 | 3.439 | 3.617 | 3.715 | 3.965 | 3.965 | 3.898 | 3.821 |

| 2016  | 2018  | 2020  | 2022  | 2024  | 2026 | 2028 | 2030 | 2032 | 2034 |
| ----- | ----- | ----- | ----- | ----- | ---- | ---- | ---- | ---- | ---- |
| 3.774 | 3.777 | 3.715 | 3.791 | 3.827 | -    | -    | -    | -    | -    |

## Administració i política

### Eleccions municipals del 2019
| Candidatura | Candidatura  | Cap de llista            | Vots          | Regidors | % vots |
| ----------- | ------------ | ------------------------ | ------------- | -------- | ------ |
|             | Junts        | Antonio Ollés Molías     | 582           | 4        | 31,54% |
|             | ERC-AM       | Manel Crespo Liñán       | 373           | 2        | 20,22% |
|             | PP           | Joaquim Martí Llombart   | 346           | 2        | 18,75% |
|             | MAP-MTE-ECG  | Maria Isabel Garcia León | 293           | 2        | 15,88% |
|             | PSC-CP       | Eva Cinta Franch Cases   | 211           | 1        | 11,44% |
|             | Vot en blanc |                          | 40            |          | 40%    |
| Total       | Total        | 1.880 votants            | 1.880 votants | 11       |        |

### Eleccions al Parlament de Catalunya del 2021
| Candidatura | Candidatura   | Cap de llista                   | Vots          | Regidors | % vots |
| ----------- | ------------- | ------------------------------- | ------------- | -------- | ------ |
|             | ERC           | Pere Aragonès                   | 310           |          | 27,56% |
|             | JuntsxCAT     | Laura Borràs                    | 230           |          | 20,44% |
|             | PSC           | Salvador Illa                   | 171           |          | 15,20% |
|             | Vox           | Ignacio Garriga Vaz de Concicao | 103           |          | 9,16%  |
|             | CUP           | Maria Dolors Sabater            | 69            |          | 6,13%  |
|             | PDeCAT        | M. Àngels Chacón                | 63            |          | 5,6%   |
|             | PPC           | Alejandro Fernández             | 60            |          | 5,33%  |
|             | ECP-PEC       | Jéssica Albiach                 | 34            |          | 3,02%  |
|             | Vots en blanc |                                 | 11            |          | 0,94%  |
|             | Altres        |                                 | 74            |          | 6,59%  |
| Total       | Total         | 1.173 votants                   | 1.173 votants |          | 44,36% |

## Llocs d'interès
- Museu d'Àngel Fibla, amb col·lecció d'estris antics de treball del camp i dels mitjans de transport utilitzats en aquesta època.
- Museu de la Vida a la Plana, on es troba l'exposició permanent d'Història Natural, es mostren unes 1.500 peces de les 3.200 que té de fons, sobretot de mineralogia i paleontologia.
- Església de Santa Bàrbara.
- Ajuntament.

## Cultura i esports
Durant la segona quinzena d'abril i primera de maig se celebren jornades culturals, on es recull una gran part de la mostra cultural local. Per altra banda, les jornades esportives són una setmana dedicada exclusivament a la celebració de tota mena d'activitats esportives. Així mateix, a Santa Bàrbara es poden visitar dues exposicions permanents: la col·lecció d'història natural Josep Antoni Valls, situada al Museu de la Vida a la Plana i dedicada a la vida al planeta, destacant-hi una important col·lecció paleontològica i de minerals, i la casa- museu del pagès "Àngel Fibla", col·lecció privada situada al carrer Aire i dedicada a la vida tradicional dels pagesos.
Santa Bàrbara compta amb una important dotació de serveis i equipaments de lleure. Destaquen les grans instal·lacions esportives que hi ha presents, amb dos camps de futbol, una pista de futbol sala, una pista coberta, un frontó, dues pistes de tennis, diverses pistes de pàdel i les piscines. També el pavelló municipal, un equipament amb de més de mil metres quadrats i amb capacitat per dos-cents espectadors. A més, les piscines municipals esdevenen un dels principals atractius de Santa Bàrbara.

## Gastronomia

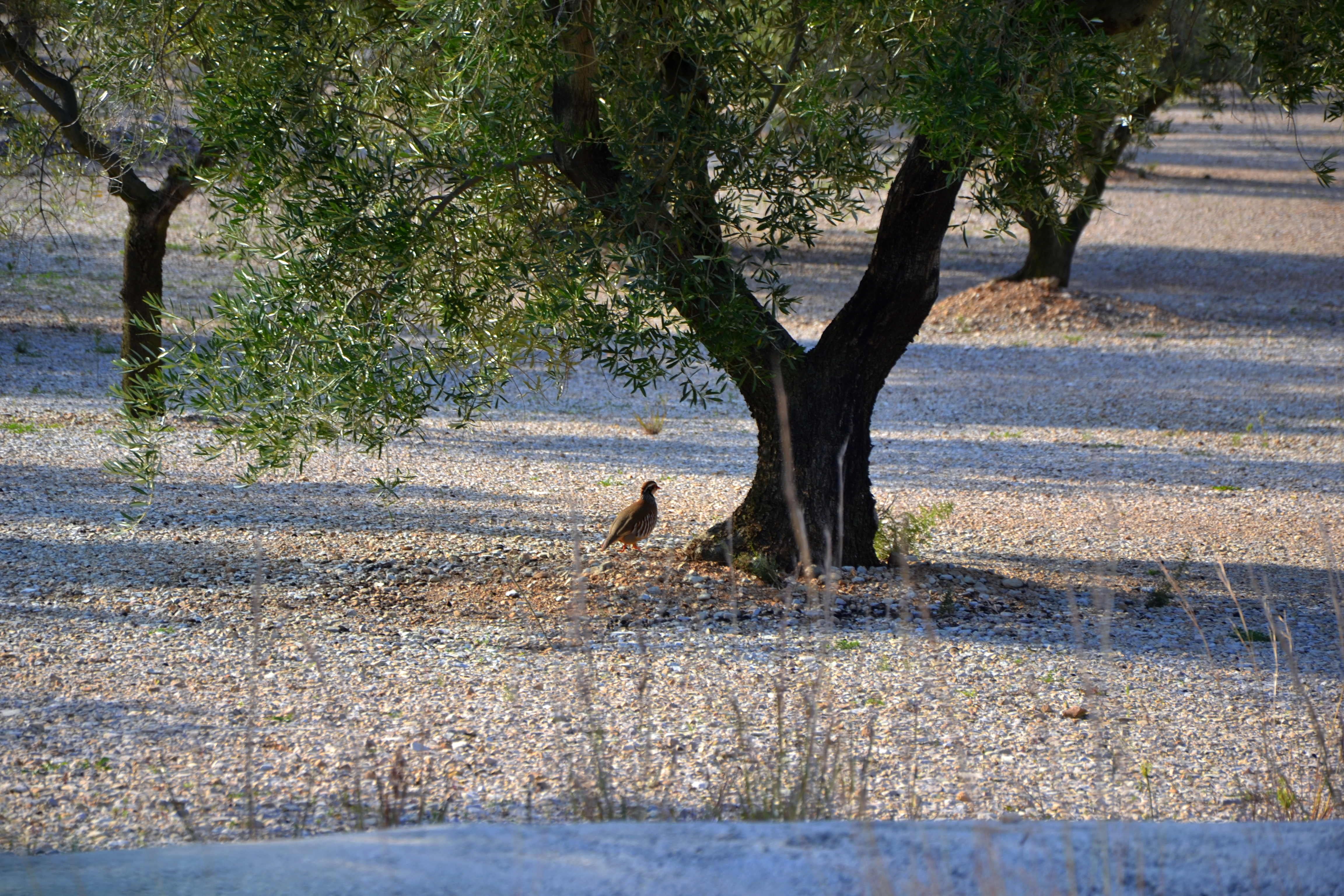
Camp d'oliveres a Santa Bàrbara

L'oli d'oliva és, per excel·lència, el producte de qualitat contrastada. Tanmateix, també destaquen els cítrics, les baldanes i la rebosteria, destacant-hi el panoli, el pastisset i la coca de massana. En els diferents locals de restauració del municipi, es poden degustar els plats típics, amb una bona mostra de cuina de mar i muntanya, regat sempre amb oli d'oliva de producció pròpia. Durant les jornades gastronòmiques de la cuina de l'oli d'oliva, que se celebren al novembre, els diferents restaurants preparen i organitzen un tast de la cuina local.

## Festivitats i celebracions
El segon cap de setmana de juliol comença la festa gran de Santa Bàrbara. Les festes majors esdevenen el moment principal de gresca del municipi, deu dies sense interrupció. Cal destacar els correbous, tradició arrelada a les Terres de l'Ebre, els àpats populars i les nits de ball, entre altres actes.
Tradicionalment però, les festes de Santa Bàrbara se celebraven el dia 9 de maig, dia de Sant Gregori, patró del municipi. L'any 2011, la Regidoria de Festes de l'Ajuntament de Santa Bàrbara va començar a recuperar la festa i la tradició de les antigues festes de maig, la petició tradicional de pubilles. A més s'ha anat tractant de recuperar les arrels de la festa al municipi, com la cantada de jotes, els carros, l'ofrena al patró, els balls típics i el mercat al carrer, que recuperen l'esperit de la festa més tradicional de Santa Bàrbara. L'any 2014, i després de 37 anys, Santa Bàrbara completa la celebració de la Festa al Patró, amb la recuperació d'un dels actes més característic i tradicional del municipi, el bou cap-llaçat. També es recupera una nit de ball, d'aquesta manera, a partir del 2014, les Festes de Sant Gregori, es consoliden com a les Festes Tradicionals de Sant Gregori. Cal destacar la diada de la patrona, Santa Bàrbara, el dia 4 de desembre.